# Filhas do Oratório
As Filhas do Oratório são um instituto religioso feminino de direito pontifício: as irmãs desta congregação adiam para o seu nome as iniciais F.d.O.

## Fundo
O instituto foi fundado em 1885 em Pizzighettone por Vincenzo Grossi (1845 - 1917) com a ajuda de Ledovina Maria Scaglioni (1875 - 1961): o fundador deu a suas freiras o nome de Filhas do Oratório porque aquele deveria ser seu campo preferencial de ação e porque o instituto foi colocado sob a proteção de São Filipe Néri.
A obra de Grossi em 1889 foi transferida para Regona e depois para Maleo, na diocese de Lodi, sob a proteção de Dom Giovanni Battista Rota. A congregação obteve o decreto pontifício de louvor em 20 de maio de 1915; foi definitivamente aprovada pela Santa Sé em 29 de abril de 1926.
O fundador foi beatificado pelo Papa Paulo VI em 1975 e canonizado pelo Papa Francisco em 18 de outubro de 2015.

## Atividades e divulgação
As Filhas do Oratório se dedicam à educação dos jovens por meio de escolas, oratórios e retiros.
As irmãs estão presentes na Itália, Argentina e Equador. A sede fica em Lodi.
Em 31 de dezembro de 2005, o instituto tinha 236 religiosos em 29 casas.